# Maemo
Maemo fue una plataforma de desarrollo para dispositivos handheld basado en debian GNU/Linux.
Es utilizado por Nokia 770 Internet Tablet, y sus sucesores, Nokia N800, Nokia N810, Nokia N810 WIMAX, Nokia N900, Nokia N9
Las bibliotecas de Maemo se apilan de esta forma:
| Hildon          |       |
| GTK+            | D-BUS |
| X Window System |       |
| Debian          |       |
| GNU/Linux       |       |

Los componentes de código abierto son bibliotecas del escritorio Linux